# Eduardo d'Oliveira França
Eduardo d'Oliveira França (Queluz, 1917 – São Paulo, 6 de julho de 2003) foi um historiador, pesquisador e professor universitário brasileiro.
Professor emérito do Departamento de História da Faculdade de Filosofia, Letras e Ciências Humanas da Universidade de São Paulo (FFLCH-USP), Eduardo foi discípulo do historiador Fernand Braudel, um dos membros da missão francesa contratada nos anos 30 para estruturar alguns cursos da USP. Eduardo foi um dos responsáveis pela profissionalização do trabalho intelectual de história no Brasil.

## Biografia
Eduardo nasceu em Queluz, no interior do estado de São Paulo, em 1917. Era o terceiro filho de Américo e Ila de Oliveira França, ambos professores primários e de famílias tradicionais, os Galvão de França. Cresceu na fazenda de seu avô paterno, onde desde criança trabalhava para recolher o gado para o curral ou entregando leite na usina local.
Seu pai trabalhou em várias cidades, assim Eduardo morou em Caçapava, Guaratinguetá, Queluz, Jambeiro e Ribeirão Preto. Quando a crise de 1929 estourou, a família retornou para o Vale do Paraíba. Enquanto cursava o ginásio na escola Nogueira da Gama, em Guaratinguetá, Eduardo ajudou a fundar o grêmio Rui Barbosa. Após terminar o antigo ginásio, Eduardo se mudou para a capital paulista para terminar os estudos. Inicialmente, ele pretendia retornar para o interior assim que se formasse, mas acabou ficando na capital.
Na capital paulista, inicialmente, Eduardo pretendia cursar direito na Faculdade do Largo de São Francisco. Foi no curso de direito que Eduardo começou a participar dos acontecimentos políticos da década de 1930. Eduardo participou da Revolução Constitucionalista de 1932, no Batalhão Fernão Salles, e do movimento estudantil de oposição à Era Vargas. Licenciado pelo Instituto de Educação, Eduardo tornou-se assistente de Educação, ministrando aulas no ensino particular, na Escola Normal Padre Anchieta, onde conheceu a alegria de ensinar. Também foi professor da Universidade Presbiteriana Mackenzie.

## Carreira
Eduardo acreditava que poderia fazer mais um curso para aproveitar melhor seu tempo de estudante e aproveitar a vinda de professores estrangeiros contratados para lecionar na então Faculdade de Filosofia, Ciências e Letras. Desde menino adorava a história, mas hesitou entre os cursos de História, Ciências Sociais e Filosofia. Acabou optando pela primeira por estar mais próxima de seus interesses e leituras. Mas principalmente, tinha boas lembranças de sua época de ginásio, onde teve bons professores da disciplina. Também houve certa influência de colegas do Direito, que acabaram seguindo para o curso, como Eurípedes Simões de Paula e Astrogildo Rodrigues de Melo. Por terem ingressado na primeira turma de história da universidade, eles elogiaram o curso e isso o convenceu finalmente a entrar.
A turma de Eduardo foi a segunda a se formar na Faculdade de Filosofia, e eram, em sua maioria, professores primários comissionados, trazendo experiências de docência. Após três anos de curso, Eduardo defendeu seu doutorado, sob a orientação de Eurípedes Simões de Paula, sem qualquer auxílio de bolsa e recebendo seu salário como professor da Escola Normal.
Em 1951, com a tese Portugal na Época da Restauração (1997), Eduardo ingressou na Universidade de São Paulo como catedrático de História da Civilização Moderna e Contemporânea, substituindo seu professor Émile Léonard. Agora professor catedrático e de regime de dedicação exclusiva, Eduardo precisou abandonar a Escola Normal.
Eduardo dedicou-se ao longo da carreira ao estudo da história das civilizações. As linhas de força de seu pensamento histórico abrangem conceitos e interpretações sobre a história de Portugal e do Brasil.

## Morte
Eduardo morreu em 6 de julho de 2003, aos 86 anos, devido a um enfisema pulmonar, na capital paulista. Ele estava internado no Hospital Santa Catarina e tinha dificuldades de locomoção desde que teve a bacia fraturada, em acidente sofrido em 1996. Deixou a esposa, Sônia Siqueira, e dois filhos, Fernando e Maria Isabel.